# Premià de Mar (kommun)
Premià de Mar är en kommun i Spanien.   Den ligger i provinsen Província de Barcelona och regionen Katalonien, i den östra delen av landet, 500 km öster om huvudstaden Madrid. Antalet invånare är 28 145. Arean är 2,0 kvadratkilometer. Premià de Mar gränsar till Premià de Dalt, Vilassar de Mar och El Masnou. 
Terrängen i Premià de Mar är platt.